# Cine de El Salvador
El cine de El Salvador tiene una historia que se remonta a la primera mitad del siglo XX. Después destacan otras dos etapas, la segunda mitad de dicho siglo y el cine de la posguerra.

## Historia
En los inicios del siglo XX, aún no se había asentado la existencia de las salas de cine como las existentes en la actualidad. En contraste las funciones se realizaban al aire libre, y las imágenes se proyectaban en muros con mucho espacio como en el de las iglesias. Los asientos tenían que ser llevados por los visitantes, el acompañamiento sonoro se hacía por medio de actuaciones en vivo con instrumentos como marimbas, pianos y en algunas ocasiones orquestas.
La primera producción de la cual existe conocimiento realizada en el país fue la de Las Águilas Civilizadas que se filmó en cinta de 35mm por Virgilio Crisonino, la cual contaba la historia de amor entre una campesina y su patrón, se exhibió en el año 1927. En los primeros 50 años de historia fílmica salvadoreña, el género que predominó fue el del documental y el formato 35mm. Las producciones en su mayoría de esta época están ligadas al nombre de Alfredo Massi, el cual tiene una historia de 80 producciones, 25 de ellas realizadas en el formato de 35 mm y 55 en formatos de 16 mm.
Massi estuvo involucrado en dos empresas cinematográficas en las que una serie de documentales de lo que gobernantes como Maximiliano Hernández Martínez, Óscar Osorio y José María Lemus se sirvieron para fines de propaganda política. Massi filmó y produjo el primer noticiero cinematográfico salvadoreño financiado con capital propio: "Lorotone". Un documento importante de esa época es la filmación de los III Juegos Deportivos Centroamericanos y del Caribe (1935). Otros ejemplos de sus obras son: La revolución en marcha, El buen café salvadoreño y La presa 5 de noviembre.
En los últimos años,  el cine o la producción de cine largometraje es muy baja, sin embargo, los cortometrajes tienen un poco más de producción.
Se han creado cortometrajes como Cinema Libertad, "Fumar no se puede" y largometrajes como Sobreviviendo Guazapa. Además pequeñas empresas crean vídeos como Decacine. En la década de 2010 la producción de largometrajes aumentó pero la mayoría siendo producciones relacionadas con la guerra civil de El Salvador y la posguerra o películas de humor absurdo.